# Thibaut Courtois
Thibaut Nicolas Marc Courtois (Bree, 11 de maio de 1992) é um futebolista belga que atua como goleiro. Atualmente joga no Real Madrid e pela Seleção Belga. Ele é amplamente considerado um dos melhores goleiros de sua geração.

## Carreira

### Início
Courtois começou sua carreira no Bilzen V.V., clube local de sua cidade, onde começou sua carreira como lateral-esquerdo. Mais tarde, em 1999, entrou no Racing Genk aos sete anos, e foi aí que começou a jogar como goleiro.

### Genk
Após passar pelas categorias de base do Genk, Courtois fez sua primeira partida como profissional aos dezesseis anos e 341 dias, em 17 de abril de 2009, contra o Gent. Courtois foi protagonista na conquista do título belga da temporada 2010–11. Recebeu o prêmio de goleiro do ano e o melhor jogador do Genk do ano, tendo sofrido 32 gols em 40 partidas da Jupiler Pro League.

### Chelsea
Em 16 de julho de 2011, foi contratado pelo Chelsea e assinou um contrato de cinco temporadas.

### Atlético de Madrid
Poucas semanas depois de ser contratado pelo Chelsea, Courtois foi cedido ao Atlético de Madrid em um empréstimo de uma temporada. Courtois recebeu a camisa 13 do Atlético, que já havia sido usado por David de Gea antes de sua transferência para o Manchester United em junho de 2011.

#### 2011–12
Courtois estreou pelo Atlético em uma partida válida pela Liga Europa da UEFA, contra o Vitória de Guimarães. Já pela La Liga, estreou num empate de 0–0 com o Osasuna. Courtois logo tornou-se o goleio titular da equipe, tomando a posição de Sergio Asenjo e ficando quatro jogos sem tomar gols em suas primeiras seis partidas na La Liga. No dia 26 de novembro de 2011, o belga recebeu seu primeiro cartão vermelho como profissional depois de cometer uma falta no atacante Karim Benzema, do Real Madrid, fazendo com que o Atlético perdesse o Dérbi de Madrid por 4–1. No entanto, os Colchoneros chegaram à final da Liga Europa da UEFA, e Courtois não levou gols na vitória por 3–0 sobre o Athletic Bilbao.

#### 2012–13

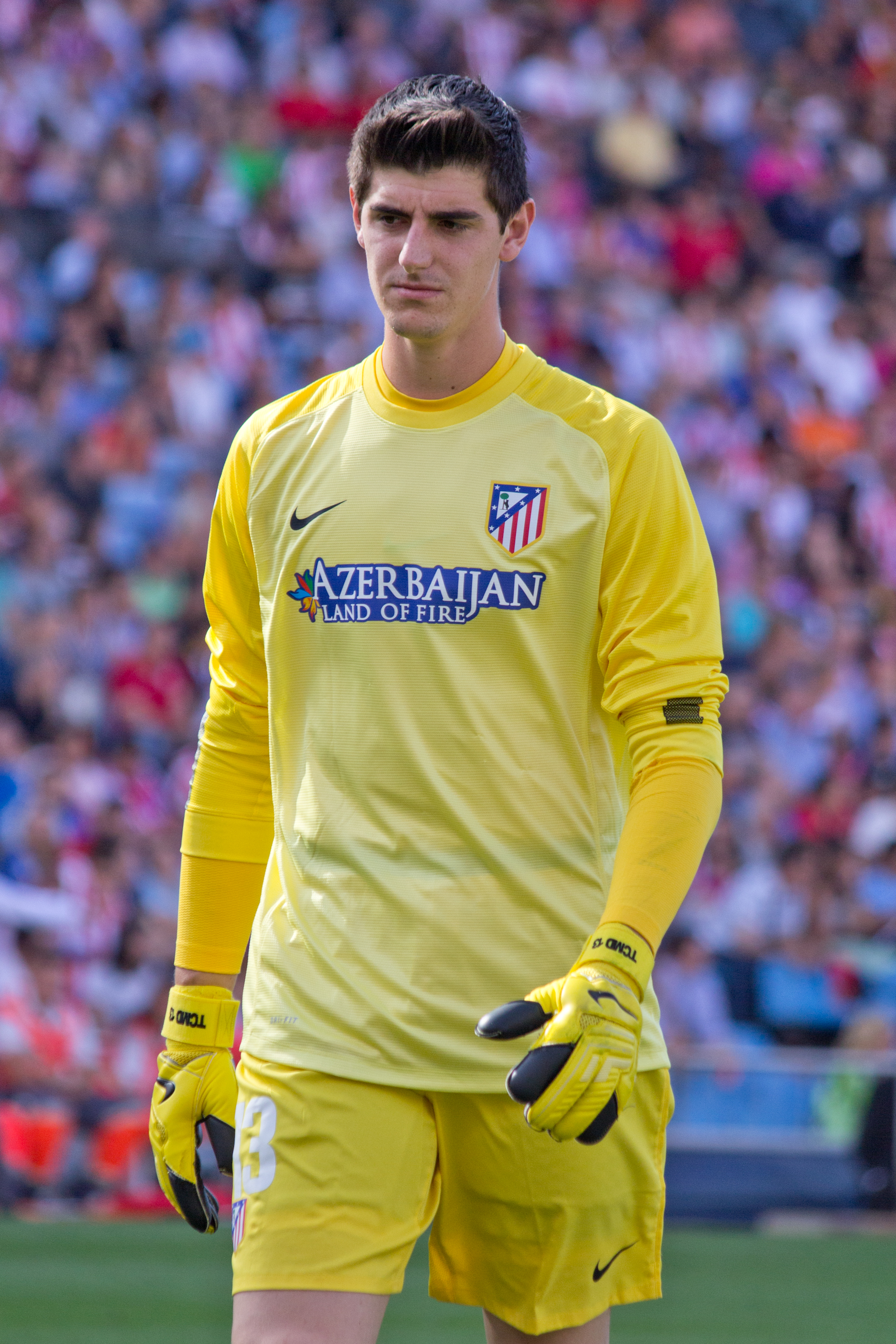
Courtois pelo Atlético de Madrid em 2013

No dia 27 de junho de 2012, o empréstimo de Courtois com o Atlético de Madrid foi prolongado por mais um ano. Sua primeira partida após a extensão de seu contrato foi contra o Chelsea, clube detentor de seus direitos. As duas equipes se enfrentaram em jogo válido pela Supercopa da UEFA de 2012, em Mônaco, e o time espanhol goleou por 4–1, com direito a hat-trick do atacante colombiano Radamel Falcao. Posteriormente na temporada, Courtois estabeleceu um novo recorde pelo Atlético Madrid, passando 820 minutos sem sofrer um gol no Estádio Vicente Calderón, que acabou numa derrota para a Real Sociedad por 1–0.
O Atlético chegou à final da Copa del Rey de 2013, e Courtois foi nomeado o homem do jogo na vitória por 2–1 sobre o rival Real Madrid, sendo esta a primeira vez que o Atlético venceu o Real em quatorze anos.

#### 2013–14
Para a temporada 2013–14, o empréstimo Courtois para Atlético de Madrid foi prorrogado por mais doze meses.
Em abril de 2014, quando o Atlético de Madrid foi enfrentar o Chelsea nas semifinais da Liga dos Campeões da UEFA, Courtois não poderia jogar por conta de uma cláusula em seu contrato de empréstimo, que não permitia o goleiro atuar contra a equipe dona de seus direitos (se o Atlético quisesse usar o jogador, teria de pagar ao clube inglês 3 milhões de euros por jogo), mas a equipe de Madrid não tinha condições de pagar tal valor. Apesar da cláusula, a UEFA deixou claro que as essa cláusula era "nula e sem efeito", e confirmou que o Atlético estava livre para selecionar Courtois sem fazer qualquer pagamento.
Após sofrer poucos gols durante a temporada 2013–14, Courtois fez uma importante contribuição para o título da La Liga, o primeiro conquistado pelos Colchoneros desde 1996. Assim, foi nomeado como o melhor goleiro do campeonato, ao lado de Willy Caballero, do Málaga, e Keylor Navas, do Levante.

### Retorno ao Chelsea

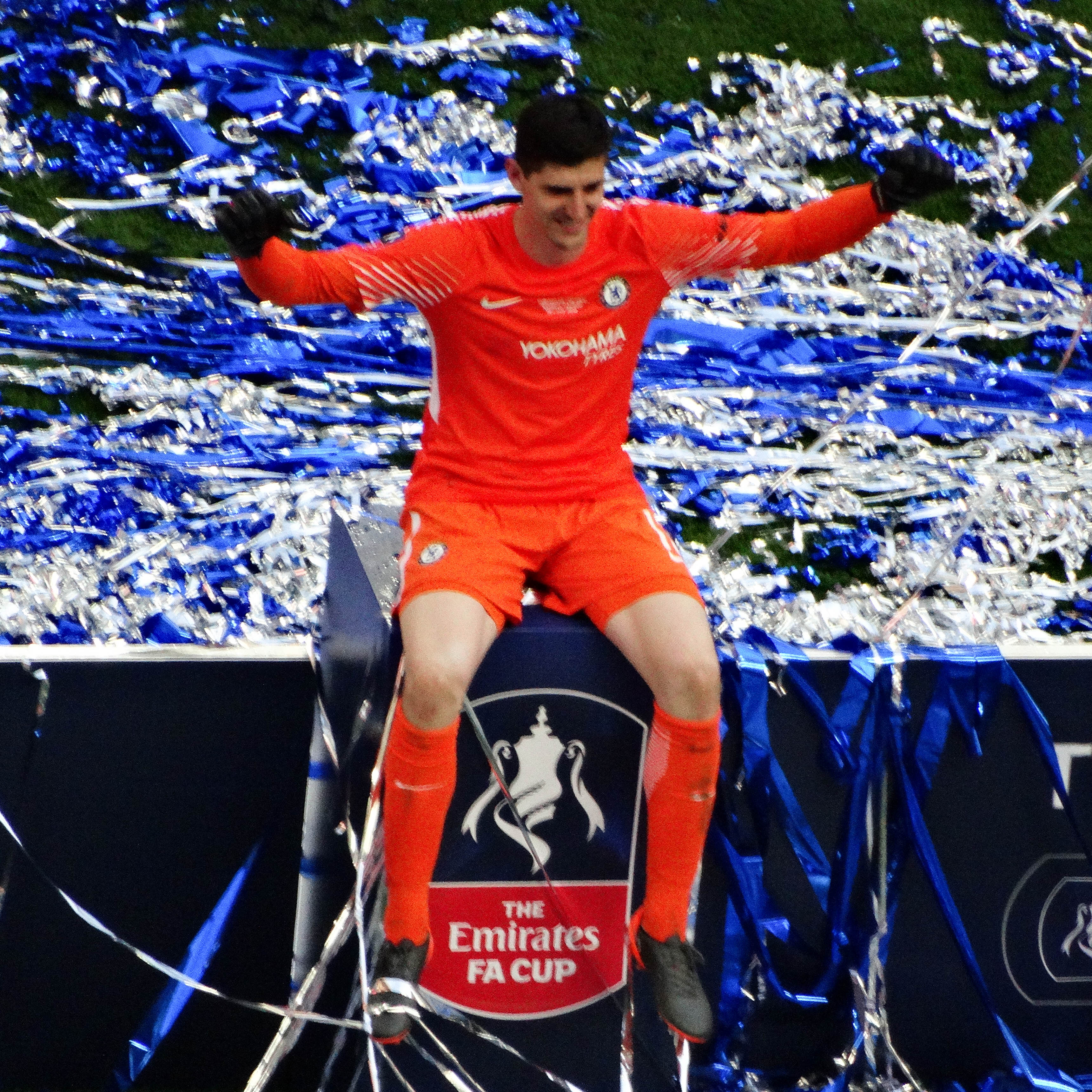
Courtois comemorando o título da FA Cup de 2017–18

Retornou aos Blues em julho de 2014 e recebeu a camisa 13, anteriormente usada por Victor Moses na última temporada. O goleiro estreou pela equipe no dia 18 de agosto, na vitória por 3–1 contra o Burnley, em jogo válido pela Premier League.
Em 11 de setembro, Courtois renovou com o Chelsea e assinou um novo contrato de mais cinco anos, válido até 30 de junho de 2019.

### Real Madrid
Em 8 de agosto de 2018, o Real Madrid confirmou a contratação de Thibaut Courtois por seis temporadas. Realizou sua estreia pelo clube merengue no dia 1 de setembro, na goleada por 4–1 sobre o Leganés. A primeira temporada do jogador no clube merengue não foi o que se esperava, pois o belga era o então melhor goleiro do mundo. Já na sua segunda temporada nos "blancos", Courtois conquistou a La Liga (Campeonato Espanhol).
Em 14 de agosto de 2021, o arqueiro disputou o seu jogo de número 100 na La Liga com a camisa do Real Madrid. Na ocasião, os merengues enfrentaram o Alavés no Estádio de Mendizorroza.
Thibaut Courtois atingiu sua vitória de número 100 pelo Real no dia 6 de fevereiro de 2022, contra o Granada, no Estádio Santiago Bernabéu, em partida válida pela 23ª rodada da La Liga. O jogador alcançou este número depois de disputar 161 jogos, tendo conquistado um Mundial de Clubes, uma La Liga e duas Supercopas de Espanha, além de ter recebido o Troféu Zamora na temporada 2019–20.
Em 28 de maio de 2022, na final da Liga dos Campeões da UEFA, Courtois fez provavelmente a melhor atuação de sua carreira. Na vitória por 1–0 sobre o Liverpool, o goleiro belga fechou o gol com defesas inacreditáveis e impediu que a equipe madrilena saísse sem a vitória. Courtois sagrou-se campeão do maior torneio de clubes do planeta pela primeira vez, e devido à atuação sensacional, foi eleito o Craque do Jogo. Após o jogo, foi cogitada a possibilidade da atuação de Courtois ter sido a melhor de um goleiro na história das finais da competição, senão a melhor de toda a Liga dos Campeões.
No dia 17 de outubro, o jogador foi eleito o melhor goleiro do mundo da temporada 2021–22 e faturou o Troféu Yashin, prêmio entregue pela revista France Football como parte do prêmio Ballon d'Or 2022.
Realizou sua partida de número 200 pelo Real Madrid no dia 15 de janeiro de 2023, na final da Supercopa da Espanha, onde não conseguiu impedir a derrota por 3–1 para o rival Barcelona.
O goleiro iniciou a temporada 2023–24 com uma péssima notícia: no dia 10 de agosto, durante um treino do Real, Courtois sofreu uma lesão gravíssima e rompeu o ligamento cruzado anterior. O clube não informou o tempo de recuperação, mas informações extraoficiais colocaram o prazo de retorno entre sete e nove meses.
Em 15 de janeiro de 2024, a FIFA anunciou a seleção do ano de 2023 no prêmio FIFA The Best, e Courtois foi escolhido para o time ideal.

## Seleção Nacional

### Estreia
Após ter defendido a Bélgica Sub-18, recebeu sua primeira convocação para a Seleção Belga principal em outubro de 2011. O goleiro fez a sua estreia no mês seguinte, num amistoso contra a França que terminou em 0–0, fazendo dele o goleiro mais jovem a jogar para a equipe nacional belga.

### Eliminatórias para a Copa de 2014
Courtois atuou em todas as partidas durante a campanha das Eliminatórias da Copa do Mundo de 2014, e a Bélgica se classificou para sua primeira grande competição desde a Copa do Mundo FIFA de 2002. Ao longo destas Eliminatórias, o goleiro manteve o alto nível e ficou sem sofrer gols em seis partidas.

### Copa do Mundo de 2014
Convocado para a Copa do Mundo de 2014, realizada no Brasil, Courtois atuou em todos os cinco jogos da equipa belga, começando com uma vitória por 2–1 contra a Argélia, em Belo Horizonte. O goleiro então conseguiu consecutivamente manter jogos sem levar gols nas vitórias contra Rússia e Coreia do Sul. Nas oitavas de final, contra os Estados Unidos, ele chegou a sofrer um gol na prorrogação, mas a Bélgica venceu por 2–1 e avançou para as quartas. No entanto, contra a Argentina, os belgas perderam por 1–0, com gol de Gonzalo Higuaín, e deram adeus à competição.

### Copa do Mundo de 2018

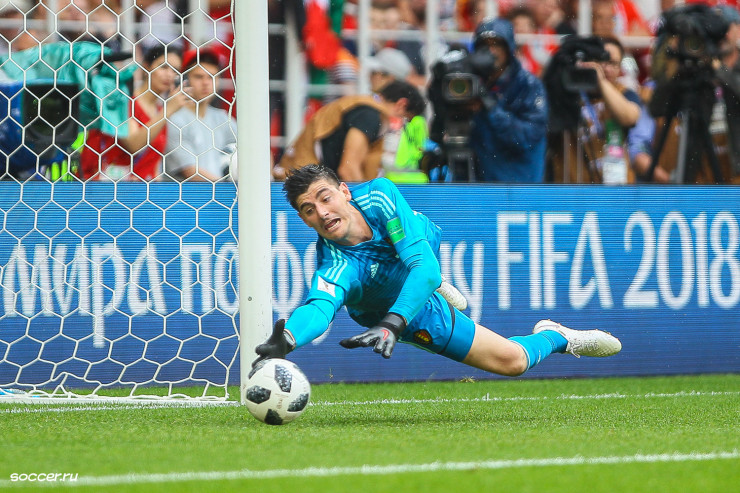
Courtois atuando pela Bélgica na Copa do Mundo FIFA de 2018

Quatro anos depois, na Copa do Mundo de 2018, Courtois continuou sendo o titular da baliza belga. O primeiro jogo do guardião no Mundial foi no primeiro desafio da Bélgica na competição, contra o estreante Panamá. A inexperiência dos panamenhos na competição refletiu-se no resultado final: 3–0 para os Red Devils e Courtois estreou no Mundial sem sofrer gols. No segundo jogo, contra a Tunísia, o goleiro sofreu dois gols; no entanto, a Seleção Belga acabou goleando por 5–2. No jogo decisivo pela liderança do Grupo G, frente à Inglaterra, Courtois esteve impecável, não deixou passar nada e os belgas venceram por 1–0, com gol de Adnan Januzaj.

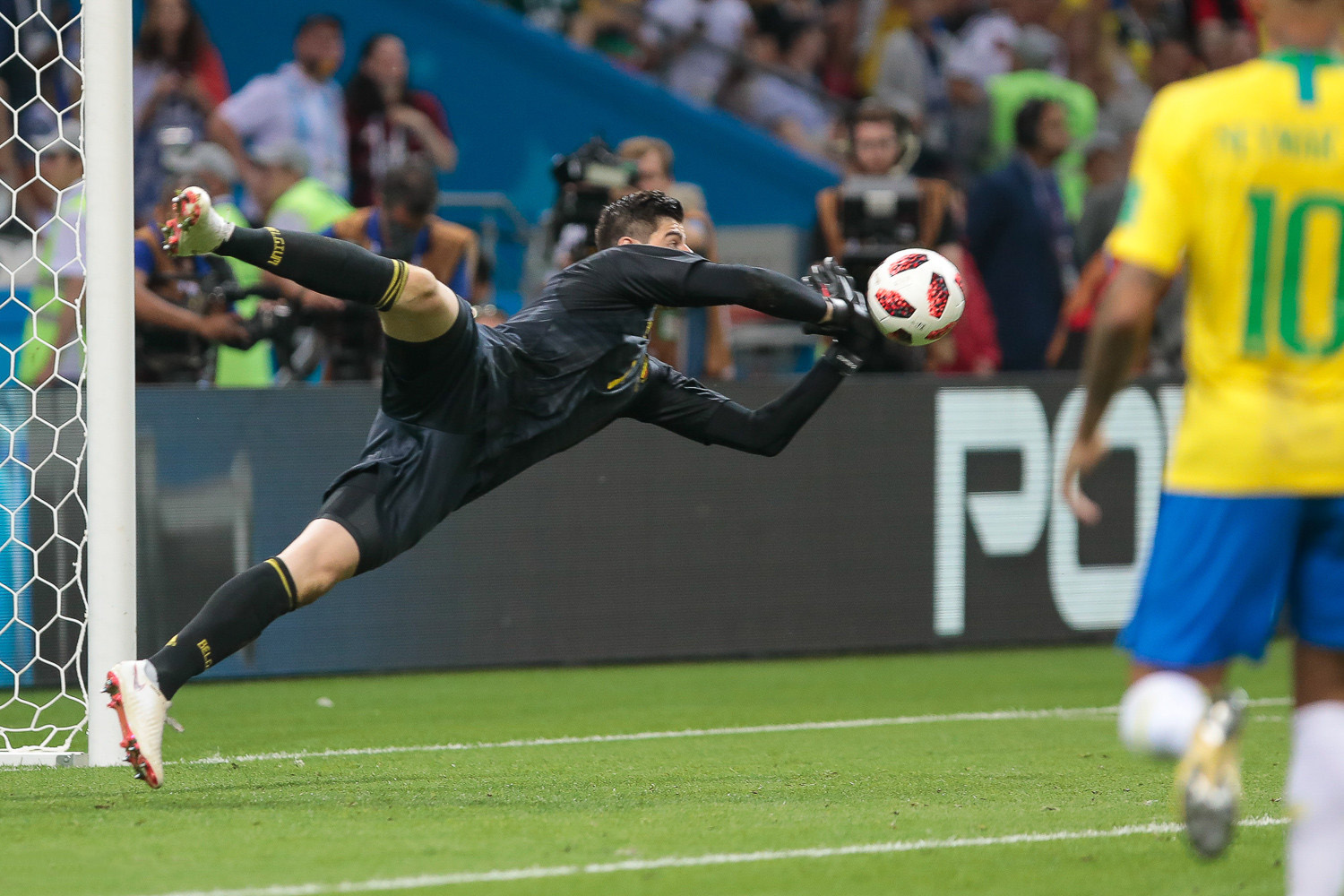
Courtois fazendo grande defesa contra a Seleção Brasileira na Copa de 2018

Nas oitavas, o esperado era um jogo fácil frente ao surpreendente Japão. No entanto, os nipônicos conseguiram ficar em vantagem por 2–0, mas os belgas acabaram por dar a volta no último minuto, e Courtois seguiu para as quartas junto com a sua Seleção. Um fato curioso sobre Courtois neste jogo é que, ainda no primeiro tempo, ele cometeu um erro gravíssimo após um jogador japonês rematar à figura do goleiro, mas ele conseguiu recuperar a bola antes que ela entrasse. Nas quartas, o adversário era o pentacampeão Brasil. A Canarinha partia como favorita a ganhar o jogo, mas rapidamente a Bélgica a dominou, indo para o intervalo com uma vantagem de 2–0. No segundo tempo, Courtois realizou uma defesa fantástica após um chute no ângulo do atacante Neymar. Nos minutos finais, o meia Renato Augusto chegou a diminuir para a Seleção Brasileira, mas a Bélgica assegurou a vitória por 2–1.
Nas semifinais, esperava-se um jogo equilibrado entre França e Bélgica. Courtois fez defesas importantes, mas não conseguiu evitar o gol do zagueiro Samuel Umtiti que classificou os gauleses para a final e acabou com o sonho dos belgas. Na disputa pelo terceiro lugar, a Bélgica venceu a Inglaterra por 2–0, alcançando a sua melhor classificação em uma Copa do Mundo FIFA, e Courtois levou uma medalha de bronze. Devido às suas boas atuações no Mundial, o goleiro foi eleito o melhor da posição e recebeu o prêmio Luva de Ouro.

### Controvérsias
Em fevereiro de 2014, Courtois causou certa agitação na Seleção Belga ao falar sobre Simon Mignolet, seu rival pela posição de goleiro titular, dizendo: "Você precisa saber como permanecer humilde e respeitoso, e ele deveria se lembrar disso." Isso ocorreu apesar de o próprio Mignolet, em entrevistas anteriores, ter apenas dito que sua ambição era continuar trabalhando e tentar recuperar seu lugar na Seleção.
Em abril de 2018, o treinador Marc Wilmots, já fora do cargo, acusou Courtois e seu pai, Thierry, de vazarem as escalações da Bélgica antes de serem divulgadas ao público. O goleiro negou as acusações.

## Vida pessoal
Poliglota, Courtois fala tanto neerlandês como francês, além de espanhol e inglês. A irmã mais velha de Thibaut, Valérie Courtois, é uma jogadora de vôlei que atua como líbero no Stade Français Paris Saint-Cloud e na Seleção Belga. Seus pais eram jogadores de vôlei e ele praticava o esporte na infância, mas decidiu focar no futebol quando tinha 12 anos.
Em 26 de maio de 2015, sua namorada espanhola Marta Domínguez deu à luz sua primeira filha, Adriana. O casal terminou o relacionamento em abril de 2017, enquanto Domínguez estava grávida de seu filho Nicolás, que nasceu um mês depois.
Em julho de 2021 Courtois começou a namorar com a modelo israelense Mishel Gerzig. O casal anunciou o noivado em junho de 2022, e um ano depois se casaram. Na lua de mel, celebraram juntos na ilha de Bora Bora.

## Títulos
Genk
- Jupiler Pro League: 2010–11

Atlético de Madrid
- Liga Europa da UEFA: 2011–12
- Supercopa da UEFA: 2012
- Copa do Rei: 2012–13
- La Liga: 2013–14

Chelsea
- Premier League: 2014–15 e 2016–17
- Copa da Liga Inglesa: 2014–15
- Copa da Inglaterra: 2017–18

Real Madrid
- Copa do Mundo de Clubes da FIFA: 2018
- Supercopa da Espanha: 2019–20 e 2021–22
- La Liga: 2019–20, 2021–22 e 2023–24
- Liga dos Campeões da UEFA: 2021–22 e 2023–24
- Supercopa da UEFA: 2022 e 2024
- Copa do Rei: 2022–23
- Copa Intercontinental da FIFA: 2024

### Prêmios individuais
- Goleiro Profissional do Ano - Belga: 2010–11
- Jogador do ano do Genk: 2010–11
- Troféu Zamora: 2012–13, 2013–14 e 2019–20
- Melhor goleiro da La Liga: 2012–13 e 2019–20
- Equipe Ideal da La Liga: 2013–14 e 2021–22
- 92º melhor jogador do ano de 2016 (The Guardian)[57]
- 70º melhor jogador do ano de 2016 (Marca)[58]
- Luva de Ouro da Copa do Mundo FIFA: 2018[45]
- Melhor Goleiro do Mundo da FIFA: 2018
- Melhor Goleiro do Mundo pela IFFHS: 2018 e 2022
- Melhor Goleiro da Final da Liga dos Campeões da UEFA: 2021–22
- Homem do jogo da Final da Liga dos Campeões da UEFA: 2021–22[59]
- Ballon d'Or 2022: Troféu Yashin[29]
- Equipe Mundial do Ano da IFFHS: 2022 [60]
- EA Sports: Time do Ano do FIFA 23[61]
- FIFPro World XI: 2022, 2023
- Equipe ideal da Liga dos Campeões da UEFA: 2022–23[62]
- Time da temporada do Jornal Marca: 2022–23[63]
- Equipe da Temporada de La Liga: 2024–25[64]